# Zagorje ob Savi
Zagorje ob Savi () je mesto s približno 6.000 prebivalci v Sloveniji, ki leži vzdolž rečice ali potoka Medije, ki se južno od mesta izliva v Savo, deloma pa tudi ob levem pritoku Medije, Kotredeščici.
Je središče občine Zagorje ob Savi. Mesto leži 14 km jugovzhodno od Trojan in je najbolj zahodno zasavsko mesto.
Osrčje mesta predstavlja tržnica (zgrajena leta 1996), nekaj lokalov in trgovin (pohištvenih, tekstilnih in z belo tehniko). Kulturne prireditve se večinoma odvijajo v Delavskem domu, med vidnejšimi objekti je še športna dvorana. Glavne ulice v središču Zagorja so: Cesta zmage, Polje in Cesta 9. avgusta. Ob prazniku mesta in občine so organizirane prireditve, ki dosežejo vrhunec s t. i. Zagorsko nočjo.
Zagorje je danes sestavljeno iz naslednij delov, nekdanjih vasi oz. rudarskih naselij: Polje, Podstrana, Toplice, Podvine, Stope, Okrogarjeva kolonija in Farčnikova kolonija na severovzhodu.
Dolenja vas ob zahodnem robu mesta, Podkraj pri Zagorju na severozahodu, Selo pri Zagorju na vzhodnem robu ter Vine na severu niso del naselja Zagorje, ki skupaj z njimi šteje še 800 prebivalcev več.
Občina Zagorje ob Savi meri 146 km2 in ima okoli 17.000 prebivalcev. Mesto je razdeljeno na 13 krajevnih skupnosti in 77 naselij. Praznik mesta in občine je 9. avgusta, kar pa ponazarja napad Revirske partizanske čete na orožniško postajo v Zagorju leta 1941.

## Zgodovina
Po pisnih virih zgodovina Zagorja sega v leta 1296, ko je bilo mesto prvič omenjeno kot Sagor oziroma Sagur v seznamu papeške desetine oglejskega patriarha, listino pa danes hranijo v Vatikanu. Zgodovinska imena za mesto so še Zaegor, Sager, Seger in Cagoer.
Zagorje pa je bogato tudi z arehološkimi najdišči. Ena najbolj znanih in najstarejših, iz obdobja prazgodovine, je bronasta sponka (fibula) iz skeletnih grobov, ki je bila najdena na Zasavski sveti gori. Sponko hranijo v Narodnem muzeju Ljubljana. Fibula pa se v nekajkrat povečani različici še vedno nahaja v Zagorju, saj predstavlja najbolj znamenit mestni vodnjak.
Na območju Kidričeve ceste v središču mesta je bila med obnovo spomladi leta 2011 odkrita prazgodovinska naselbina in grobovi iz obdobja Hallstatta.
Po času naselitve Slovanov se je v zagorske kraje iz Bavarske preselila rodbina Gallov, ki si je pridobila številne posesti v mestu, med drugim tudi gradove Gallenbeg, Medija in Kolovrat. Grad Gamberk oziroma Gallenberg je bil v 17. stoletju eden najmogočnejših gradov na območju slovenskega ozemlja, v njem je bilo namreč skladišče živega srebra, ki so ga preko Vrhnike vozili iz Idrije. Konec 19. stoletja je grad začel propadati, danes so vidne le še razvaline gradu. Grad Medija je nastal v 16. stoletju, od leta 1562 do 1765 pa je bil rodbinski grad družine Valvasor. Med drugo svetovno vojno je bil grad porušen, leta 1993 so ob tristoletnici Valvasorjeve smrti na pročelje obnovljene kapele postavili spominsko ploščo. Zagorje se je gospodarsko pričelo razvijati šele leta 1755, ko so v mestu odkrili zaloge premoga. O kopanju premoga v bližnjih Strahovljah je pisal že Valvasor.

## Posebnosti mesta
Največja posebnost je zagotovo 15. poldnevnik, ki je razviden skozi središče mesta kot osvetljena črta.

## Pomembni krajani
- Jože Zakovšek
- Anton Okrogar
- Slavko Grum
- Mile Klopčič
- Cene Vipotnik
- Janez Vipotnik
- Vida Taufer
- Janez Drnovšek